# Лукреція Марінелла

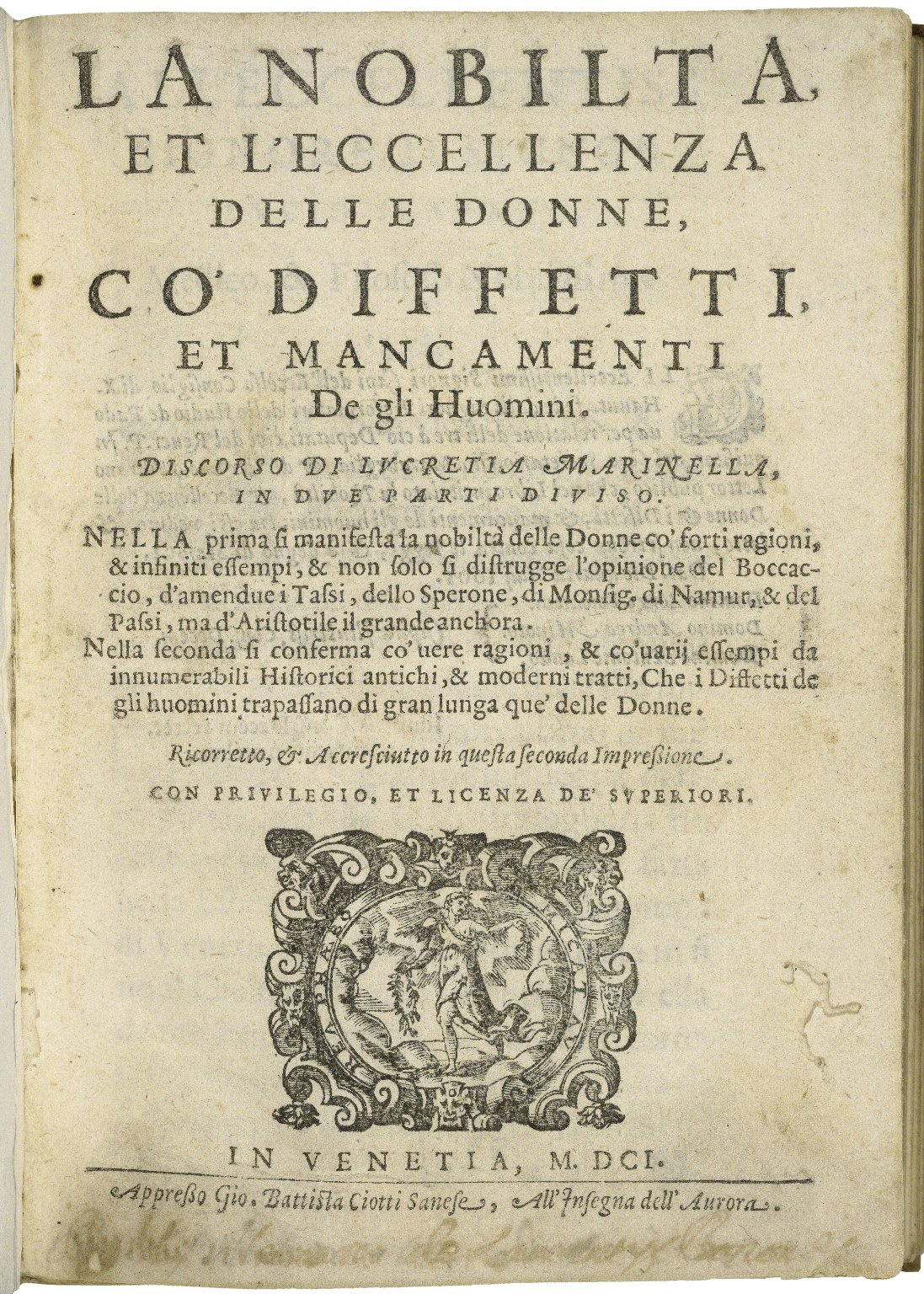
Титульний лист трактату «Про благородство та досконалість жінок…»

Лукреція Марінелла (італ. Lucrezia Marinella; 1571, Венеція — 1653, там же) — венеційська письменниця і поетеса, протофеміністка. Найбільш відома по своїй роботі «Про благородство та досконалість жінок і недоліки та пороки чоловіків», опублікованій у 1600 році. Це один із перших написаних жінкою полемічних трактатів, що стосуються становища жінки в суспільстві.

## Біографія
Лукреція Марінелла народилася 1571 року у Венеції. Її батько, Джованні Марінеллі (італ. Giovanni Marinelli), був лікарем, автором низки медичних трактатів, частина з яких була присвячена жіночому здоров'ю. Здобула хорошу освіту: завдяки батькові ознайомилася з великою кількістю праць про біологію, медицину, філософію; була начитана у латинській та італійській літературі. Вступила в шлюб відносно пізно, з лікарем Джіроломо Вакка (італ. Girolomo Vacca). Сучасники відгукувалися про Марінеллу як про високоосвічену та талановиту жінку. Вони відзначали у неї як літературні здібності, так і музичні таланти (вона грала на кількох інструментах і співала) і її красномовність.
Перший твір Марінелли, поема на християнський сюжет «Свята Коломба» (італ. La Colomba sacra), було опубліковано у Венеції у 1595 році. У 1600 році побачив світ полемічний трактат «Про благородство і досконалість жінок і недоліки і пороки чоловіків» (італ. La nobiltà et l'eccellenza delle donne, co' difetti et mancamenti de gli uomini), який вважається найважливішою роботою у її творчості. Пізніше, у 1600-ті роки вона написала ще кілька творів на християнські сюжети — поеми про Діву Марію, Святого Франциска Ассізького та мученицю Іустина, а також пастораль «Аркадія» та збірку сонетів та мадригалів. У 1618 році були опубліковані ще два її твори — алегорія на тему Купідона і Психеї, а також поетична біографія Катерини Сієнської. У 1635 році побачив світ ще один її видатний твір — героїчна поема «Енріко» (італ. L'Enrico ovvero Bisanzio acquistato) в манері «Визволеного Єрусалима» Торквато Тассо.

## «Про благородство та досконалість жінок…»
До початку 1600-х років у Європі протягом ось уже майже двох століть тривала так звана «суперечка про жінок», що бере початок від твору Христини Пізанської «Книга про Град жіночий» (фр. Le Livre de la Cité des Dames; 1405), в якому стверджувалося, що жінка за своїми здібностями ні в чому не поступається чоловікові. Після цього полемічні роботи про те, що чоловіки перевершують жінок, або, навпаки, жінки перевершують чоловіків, публікувалися по всій Європі французькою, італійською, латинською, німецькою, іспанською та англійською мовами. Найчастіше ці трактати ґрунтувалися на комбінації аргументів та прикладів, почерпнутих з античних джерел, а також на цитуванні Біблії та великих філософів.
Твір Марінелли був відповіддю на мізогінний твір Джузеппе Пассі (італ. Giuseppe Passi) «Жіночі недоліки» (італ. I donneschi diffetti; 1599). Трактат Марінелли складається із двох частин. Перша називається «Благородство і досконалість жінок», а друга — «Недоліки та вади чоловіків». У творі вона звертається до лінгвістичних основ слів, що використовуються для позначення жінок, численних прикладів видатних жінок минулого та моральної переваги жінок, а також моральної деградації чоловіків. Вона комбінує вчення Аристотеля про причини з неоплатонічною теорією ідей і приходить до висновку, що жінка є проявом досконалої ідеї, яка існує у свідомості Бога.